# Mürtschenloch

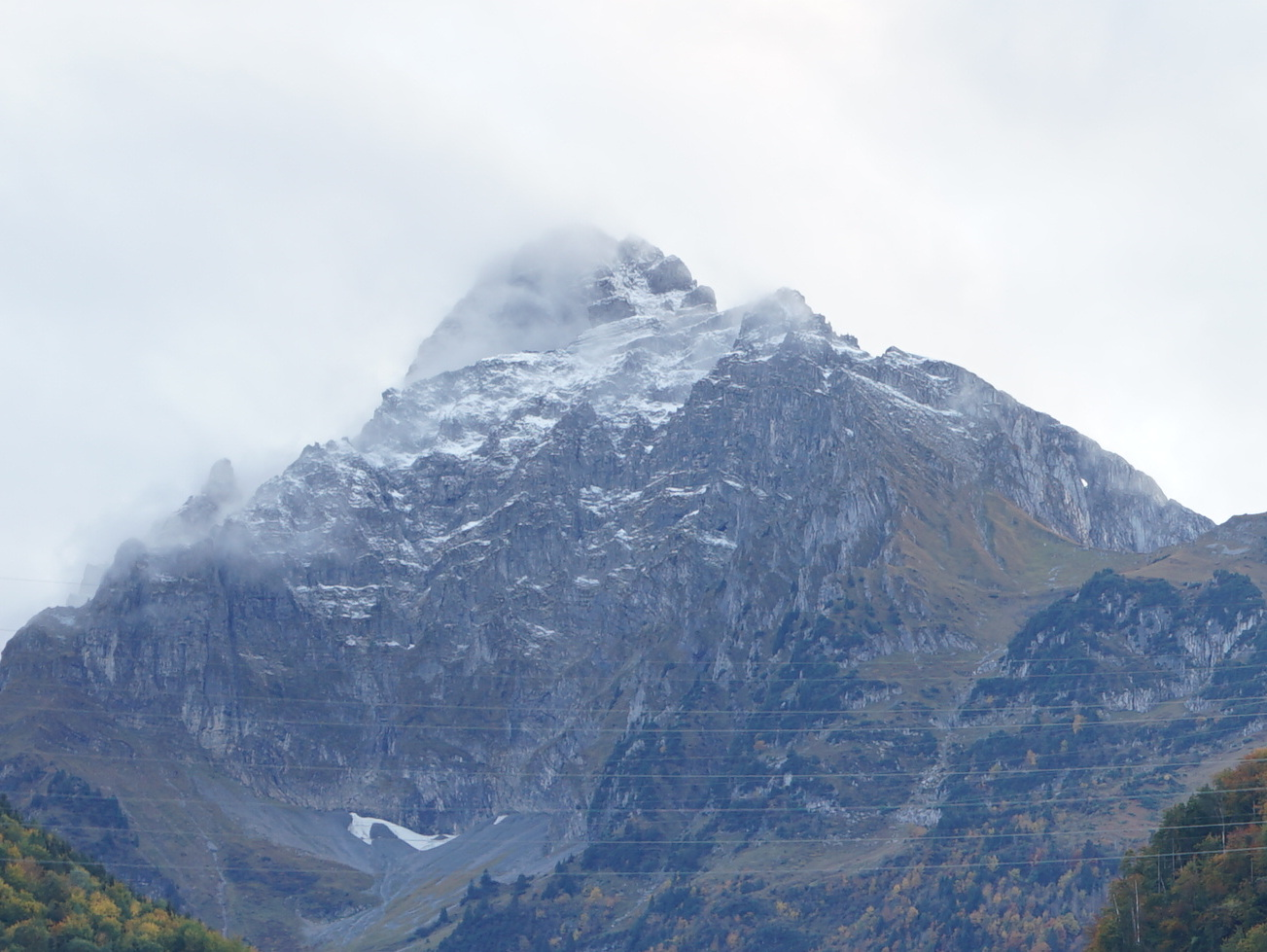
Mürtschenstock und Mürtschenloch (am Grat rechts auf halber Höhe des Bildes)

Das Mürtschenloch (auch Mürtschenfenster und Stockloch/Stoggloch) ist ein Felsenfenster im Mürtschenstock südsüdöstlich von Mühlehorn (Glarus Nord) im Kanton Glarus, Schweiz. Am Nordabhang des Berges ist zweimal im Jahr die durch das Loch scheinende Sonne zu sehen.

## Geographie und Naturereignis
Der Mürtschenstock erhebt sich mit einer Höhe von 2441 m ü. M. über dem Walensee. Das Mürtschenloch liegt auf einer Höhe von 2021 m ü. M. in der Felswand «Stogglochwand» etwa 30 Meter unter dem Nordwestgrat. Es ist 11 Meter hoch, 15 Meter breit und durch Erosion einer Karsthöhle entstanden.
Im Frühling und Herbst kommt es für jeweils zwei Tage zu einem Sonnenuntergangsereignis. Die Sonne folgt der Stogglochwand, geht hinter dieser unter und scheint dann wenige Minuten lang durch das Loch. Vom Bahnhof in Mühlehorn ist das Ereignis am 8./9. November gegen 14:00 Uhr und am 1./2. Februar gegen 14:30 Uhr zu sehen. Für Walenguflen und Stocken-Bödeli, zwei zu Obstalden gehörende Weiler oberhalb von Mühlehorn, gelten andere Daten im Januar und November.

## Sage von der Entstehung

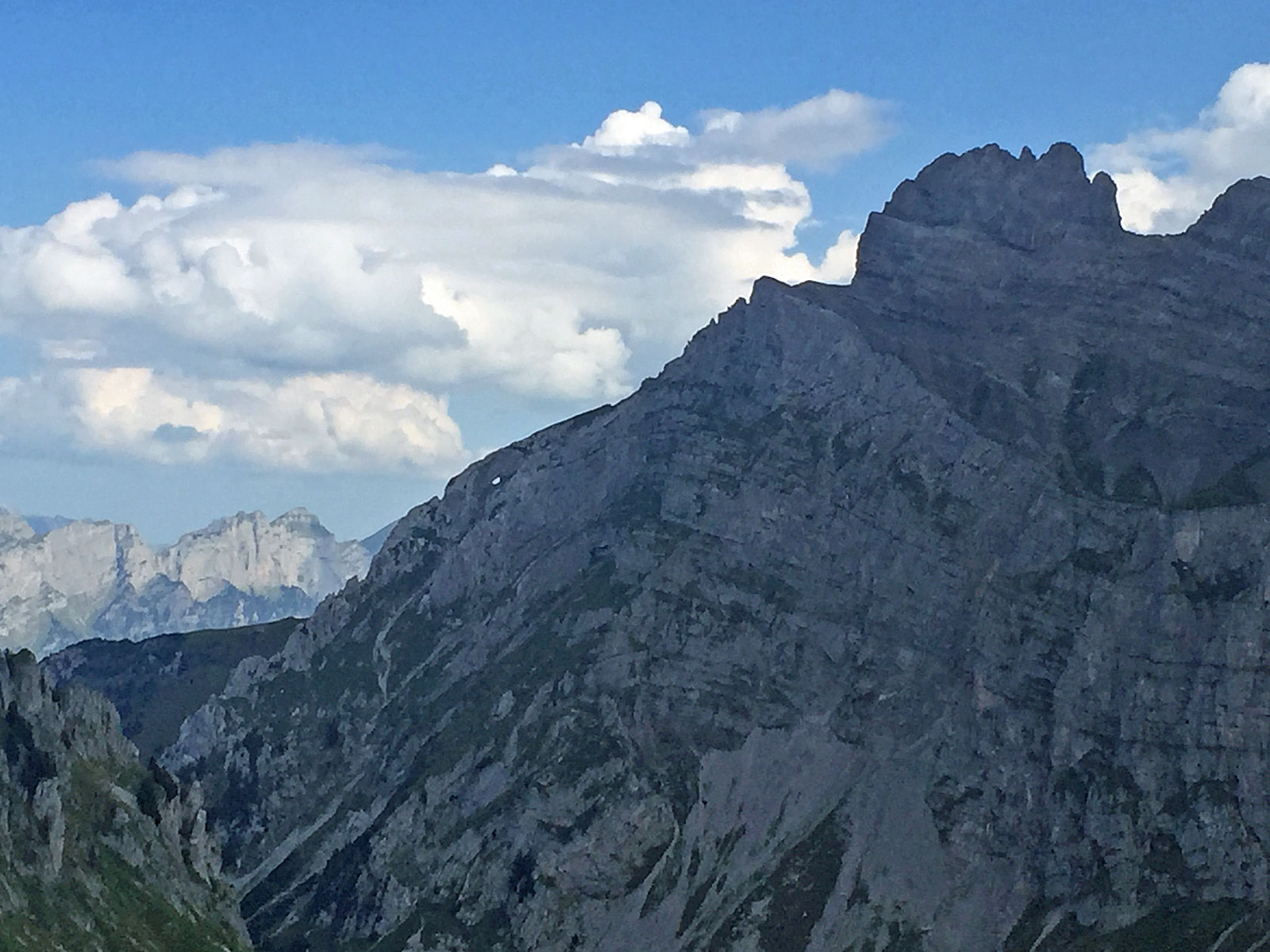
Mürtschenloch von der Zellsegg beim Fronalppass im Südwesten

Der Sage nach soll oberhalb von Quinten auf dem Hag ein Drache gewohnt haben. Er sei aus seinem Loch gesprungen und zum Mürtschenstock geflogen. Das sei mit solcher Geschwindigkeit geschehen, dass er den Berg durchschlagen habe. Auf dem Hag sieht man das Mürtschenloch und durch den Berg hindurch. Die Sage hat der Volkskundler Alois Senti in seinem Buch Sagen aus dem Sarganserland aufgezeichnet:

«… und sei ä söttigä Trach gsii, der hät döt gad dr Bärg durschlagä und hät gad äs Loch gmacht im Mürtschä änä.»

«… und sei ein solcher Drache gewesen, der habe dort grad den Berg durchschlagen und ein Loch gemacht im Mürtschen.»

## Belege
1. ↑  Die Sonne im Mürtschenloch. Informationstafel der Gemeinde Glarus Nord am Bahnhof Mühlehorn.
2. ↑  Skizze und Bild. In: Die Sonne im Mürtschenloch. Abgerufen am 4. April 2025.
3. ↑  Orte und Zeiten. In: Die Sonne im Mürtschenloch. Abgerufen am 4. April 2025.
4. 1 2  Die Sage. In: Die Sonne im Mürtschenloch. Abgerufen am 4. April 2025.

Koordinaten: 47° 5′ 7,7″ N, 9° 8′ 43″ O; CH1903: 729584 / 216350